# Boophis pauliani
Boophis pauliani is een kikker uit de familie gouden kikkers (Mantellidae). De soort werd voor het eerst wetenschappelijk beschreven door Jean Marius René Guibé in 1953. Oorspronkelijk werd de wetenschappelijke naam Hyperolius Pauliani (sic) gebruikt. De soort behoort tot het geslacht Boophis.

## Leefgebied
De kikker komt endemisch voor in Madagaskar en is gevonden in het oosten van het eiland. De habitat bestaat uit de subtropische bossen van Madagaskar op een hoogte tot de 1100 meter.

## Beschrijving
Mannetjes hebben een lengte van 20 tot 23 millimeter en hebben een grijze tot gelige rug. De vrouwtjes hebben een lichtbruine rug. De buik is wittig en de huid van de mannetjes is korrelig, de vrouwtjes zijn glad.

## Synoniemen
- Hyperolius pauliani Guibé, 1953